# Portalada de Santa Maria de Bell-lloc
La portalada de Santa Maria de Bell-lloc és una obra artística del romànic tardà, amb algun element del primer gòtic, que dona accés al santuari de Santa Maria de Bell-lloc. El conjunt del monument, ubicat a Santa Coloma de Queralt, va ser declarat bé cultural d’interès nacional.
Carlos Cid Priego considera que la portalada va ser construïda aproximadament entre 1230 i 1250, afirmació que secunda Emma Liaño, elaborada amb arenisca de color siena per un mínim de tres artistes. Els comitents de l’obra van ser membres de la família Queralt: Arnau de Timor i més probablement el seu fill Pere II de Queralt.
Està conformada pel timpà i dotze columnes, que culminen amb sis arquivoltes, sobre les quals la portalada és coronada per un arc exterior compost per vint-i-un roleus. Tant l’arquivolta inferior com les columnes interiors estan decorades amb motius vegetals, geomètrics i heràldics.
Adscrita per la historiografia de l’art a l’Escola Lleidatana, la portalada de Santa Maria de Bell-lloc també té influències de l’Escola de Tarragona (timpà i capitells). Aquesta riquesa d’influències porta Liaño a afirmar que la portalada demostra el contacte entre ambdós corrents artístics.
Fins a 1835, quan en van ser exclaustrats, Santa Maria de Bell-lloc va pertànyer a l'orde mercedari, esdevenint el panteó familiar de la família Queralt.
Durant la guerra civil va ser tapiada per evitar desperfectes. El 1918 se'n va fer una còpia de guix actualment desapareguda, i el 1947 Pere Claver Sebastià en va fer una maqueta de fusta. Actualment, el relleu es troba en un estat de descomposició avançat.

## Contingut
La proliferació de la iconografia mariana a la Catalunya Nova va molt lligada als seguidors del Temple de Salomó. També és el cas de Santa Coloma de Queralt. En el moment de la construcció de la portalada, Santa Maria de Bell-lloc estava habitada per una comunitat de donats protegits per l'orde templer. En la portalada de Santa Maria de Bell-lloc, la Mare de Déu és representada com la via d’accés a l’Edèn. Segons Carles Sánchez, el conjunt escultòric mostra la caiguda i retorn de les persones al paradís: “La humanitat caiguda per la cobdícia d’Eva és redimida per Maria, salvadora dels homes gràcies a la seva maternitat divina”.
Aquesta dicotomia queda plasmada en el contrast entre la simbologia de l’arc exterior, que fa referències a les conseqüències del Pecat original, i la present en l’arquivolta que rodeja el timpà, dominada per motius solars, artesanals i vegetals.

## Timpà i Brancals
Timpà:

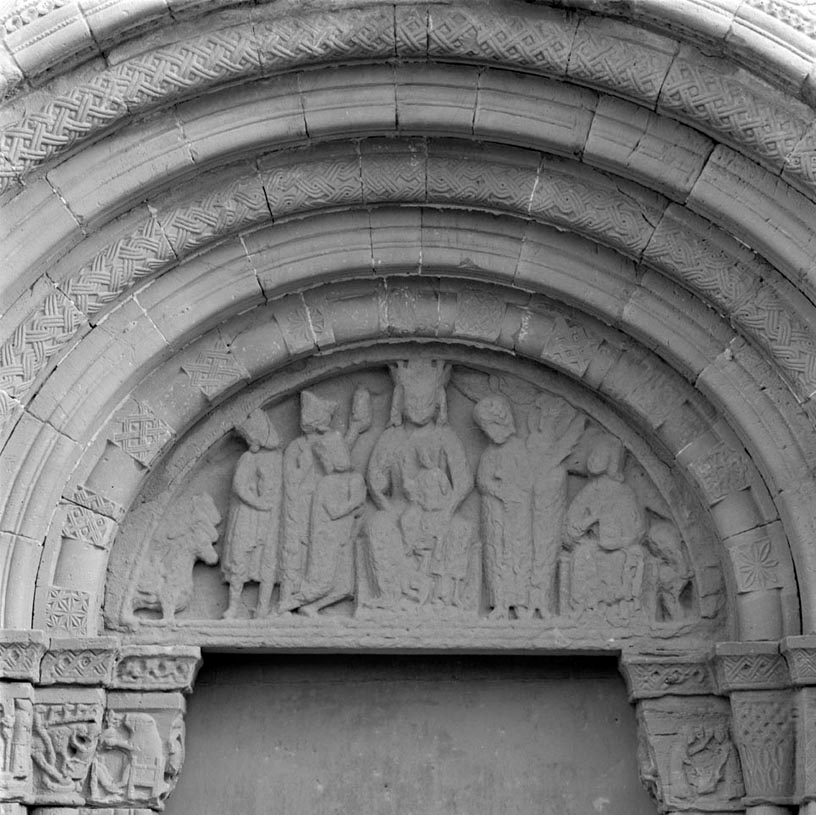
Timpà de la portalada, abans que el temps n'erosionés el relleu (1983)

La part central del timpà està presidida per una imatge majestàtica de la Verge Maria amb Jesús a la falda, i Sant Josep acompanyant-la. S’hi poden observar dues escenes bíbliques: 
Franja esquerra: Adoració i lliurament de les ofrenes dels Reis d’Orient a Jesús.
Franja dreta: Anunciació de l’arcàngel Gabriel a Maria revelant-li que havia estat escollida com a Mare de Déu.
Segons Emma Liaño, el disseny original del timpà contemplava una tercera escena, la de l’Anunciació als Pastors del naixement del Jesús, tal com apareix a la façana occidental de la catedral de Tarragona.
Brancals:
Els brancals de la portalada tracten escenes relacionades amb el rei d’Herodes.
Brancal esquerre: Visita que el rei Herodes rep dels reis d'Orient. Situat en l’extrem de la composició, un àngel demana als savis que abandonin la reunió.
Brancal dret: Els artistes van reflectir-hi la fugida a Egipte de Jesús, Josep i Maria, després que un àngel els anunciés la intenció d’Herodes de matar tots els nens de Judea.

## Columnes

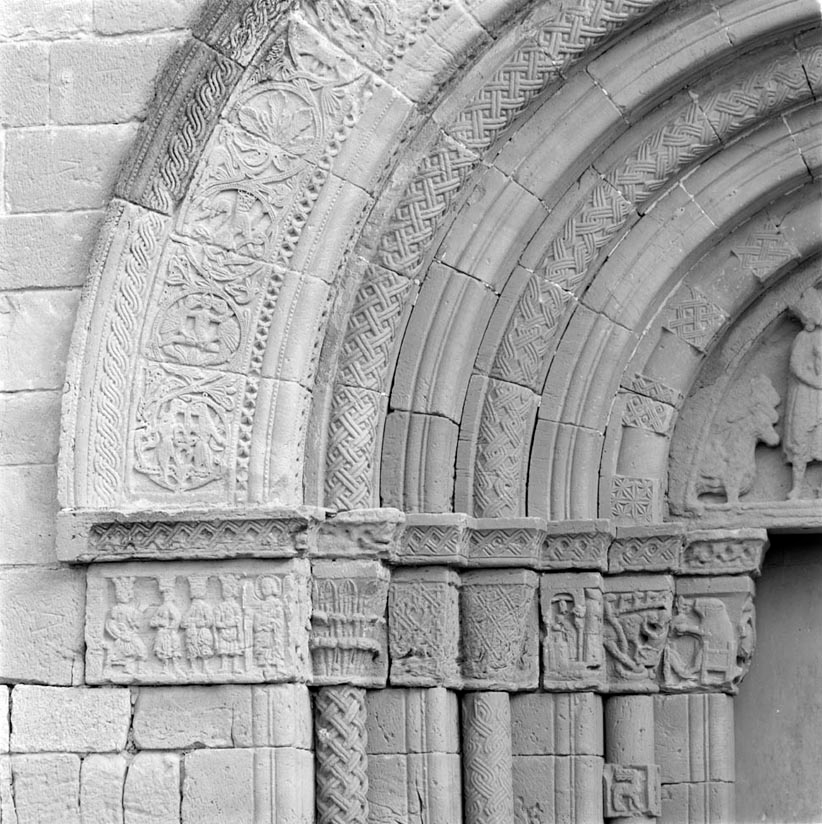
Franja esquerra de la portalada de Santa Maria de Bell-lloc

Les columnes interiors estan decorades amb sis cubs, cadascun d’ells té dues representacions, en les cares exterior i interior:
Columna esquerra (cubs interiors):
- Imatge d’un cérvol
- Au que ataca un quadrúpede
- Home lluitant contra un lleó
- Motiu solar-vegetal
- Arbre de la vida
- Segell de Salomó (símbol de l'orde del Temple)

Columna esquerra (cubs exteriors):
- Fulla de figuera
- Motiu floral
- Àguila
- Au sobre una branca (possiblement un colom, simbologia de Santa Coloma)

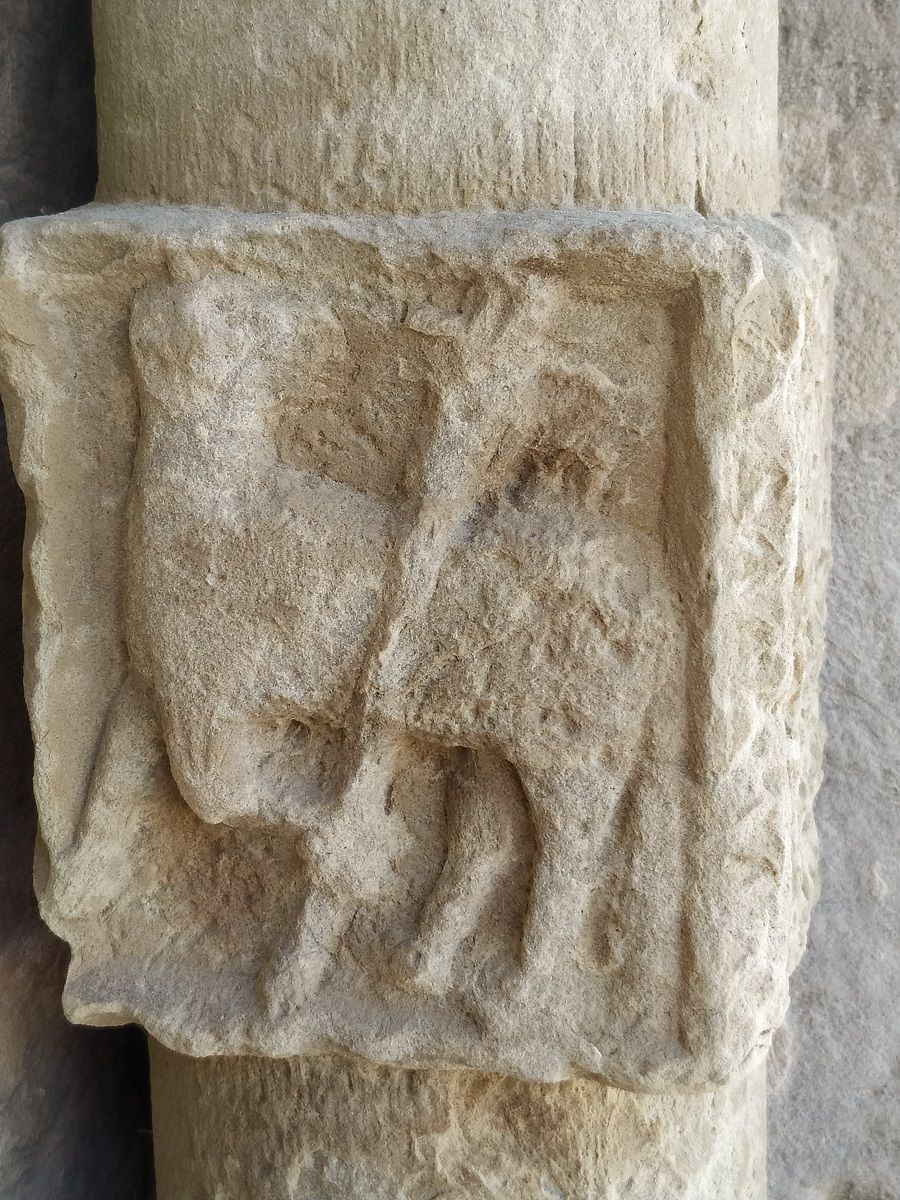
Representació de l'Agnus Dei en una columna de Santa Maria de Bell-lloc

- Motiu floral
- Fulla de figuera

Columna dreta (cubs exteriors):
- Motiu floral
- Lleó rampant i coronat
- Passamaneria
- Quadrícula de cistelleria
- Motiu floral
- Quadrícula de cistelleria

Columna dreta (cubs interiors):
- Llaços de cistelleria
- Armes dels Anglesola
- Agnus Dei
- Estilització radial
- Estilització de l’Hom
- Estilització de l’Hom

## Capitells
Cid Priego identifica les següents imatges en els capitells de la portalada:
Part esquerra:

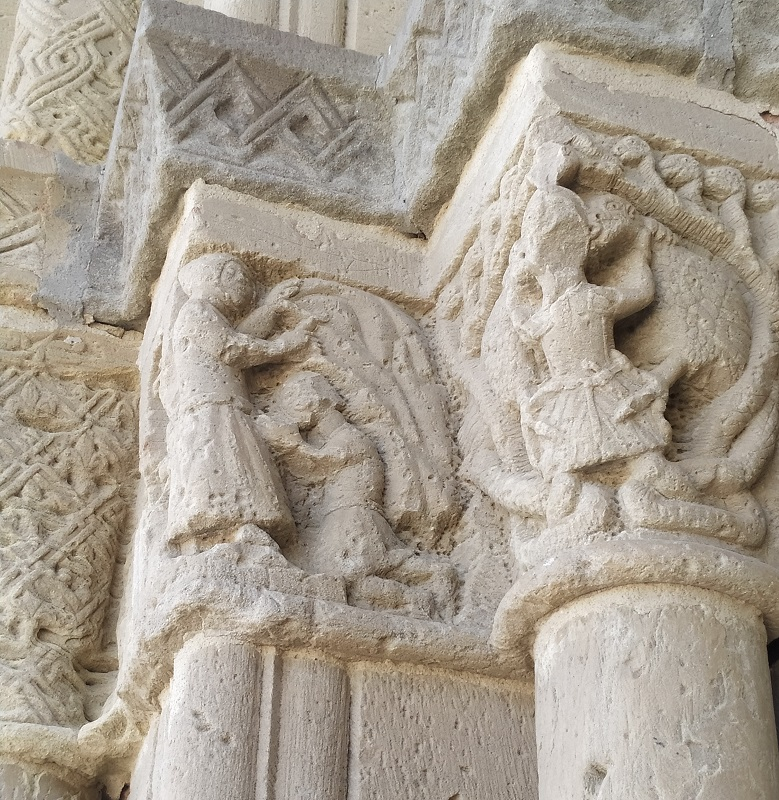
Escena de la cerimònia d'ingrés a l'orde del Temple, en un capitell

- Lleó rampant lluitant contra un home
- Tres tipologies de fulles
- Motius geomètrics entrellaçats
- Forma troncocònica d’origen bizantí
- Monjo resant sota un arc
- Presa de possessió de l’hàbit templer
- Home atacat per un monstre amb cara semihumana i cos d’au
- Os obès sobre una cadira (representació de la gola)
- Quadrúpede amb potes d’au de presa, ales de griu, cua estranya i bec enorme

Part dreta:
- Home lluitant contra un lleó
- Dos homes disputant-se un objecte
- Fulles planes i disseny de cistelleria
- Cistelleria simple
- Retícula amb flors de llis
- Arbre sagrat
- Fulles grosses, d’arbre indeterminat

## Arquivolta
Rodejant el timpà, l’arquivolta inferior està decorada amb onze daus, confeccionats amb relleus interiors i exteriors:

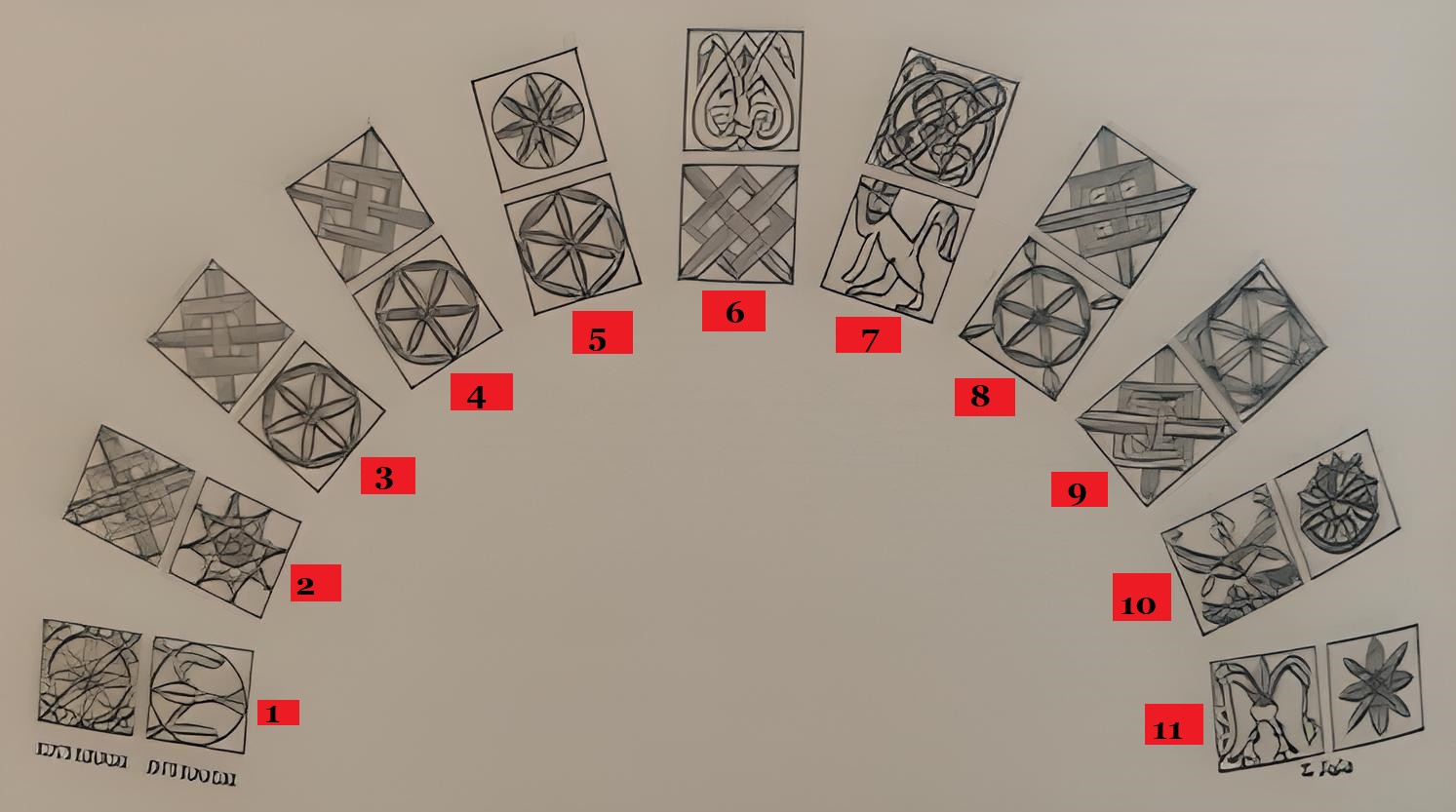
Representació de l'arquivolta de Santa Maria de Bell-lloc

Dau 1: Exterior: Estilització floral / Interior: Flor de lis
Dau 2, 3, i 4: Exterior: Passamaneria / Interior: Motiu floral
Dau 5: Exterior: Motiu floral / Interior: Motiu floral
Dau 6: Exterior: Palmeta d’estil orientalitzant / Interior: Passamaneria
Dau 7: Exterior: Cercles entrellaçats, simbologia solar. / Interior: Lleó, símbol heràldic dels Queralt
Dau 8: Exterior: Tema de cistelleria / Interior:  Variant del tema solar
Dau 9: Exterior: Variant del tema solar / Interior:  Tema de cistelleria
Dau 10: Exterior: Tema floral de cistelleria / Interior:  Estilització de l’Hom
Dau 11: Exterior: Tema solar-floral / Interior:  Estilització de l’Hom

## Roleus de l'arc exterior

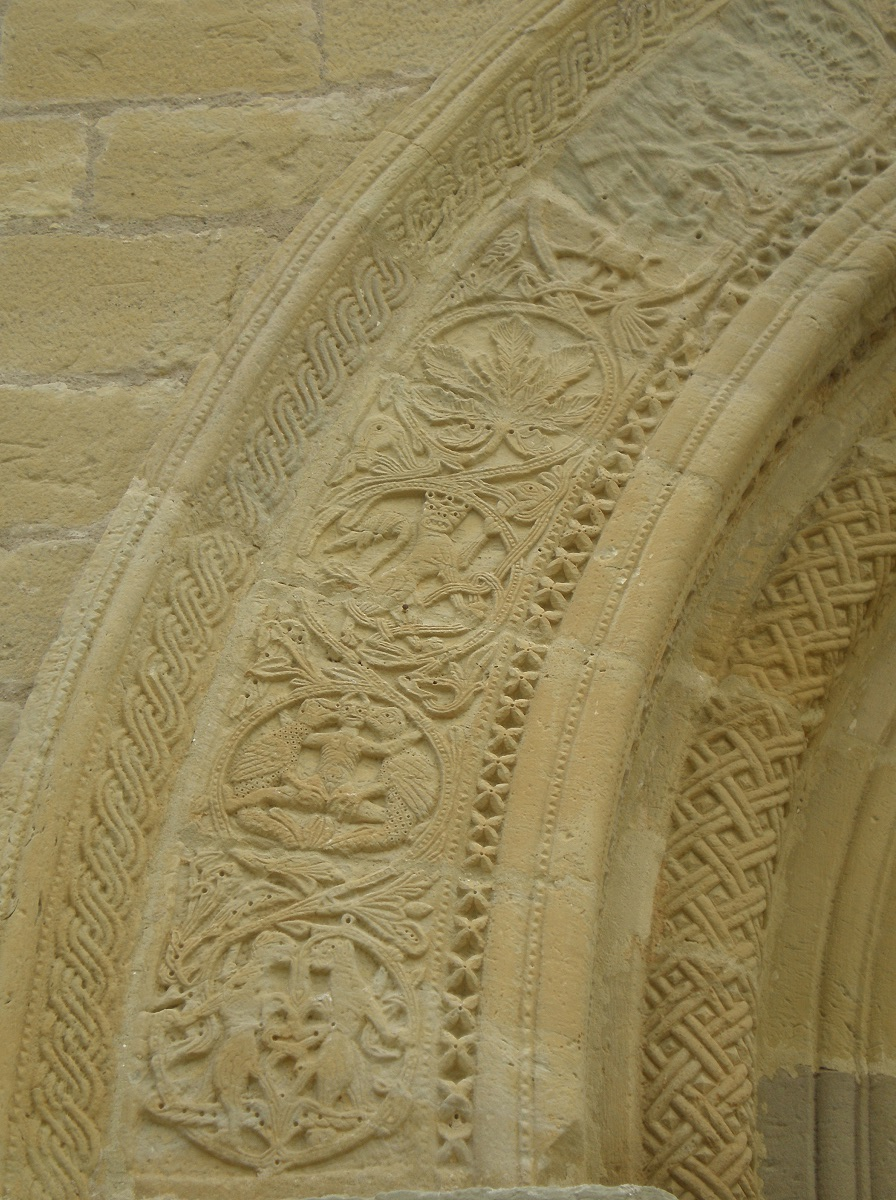
Roleus de Santa Maria de Bell-lloc

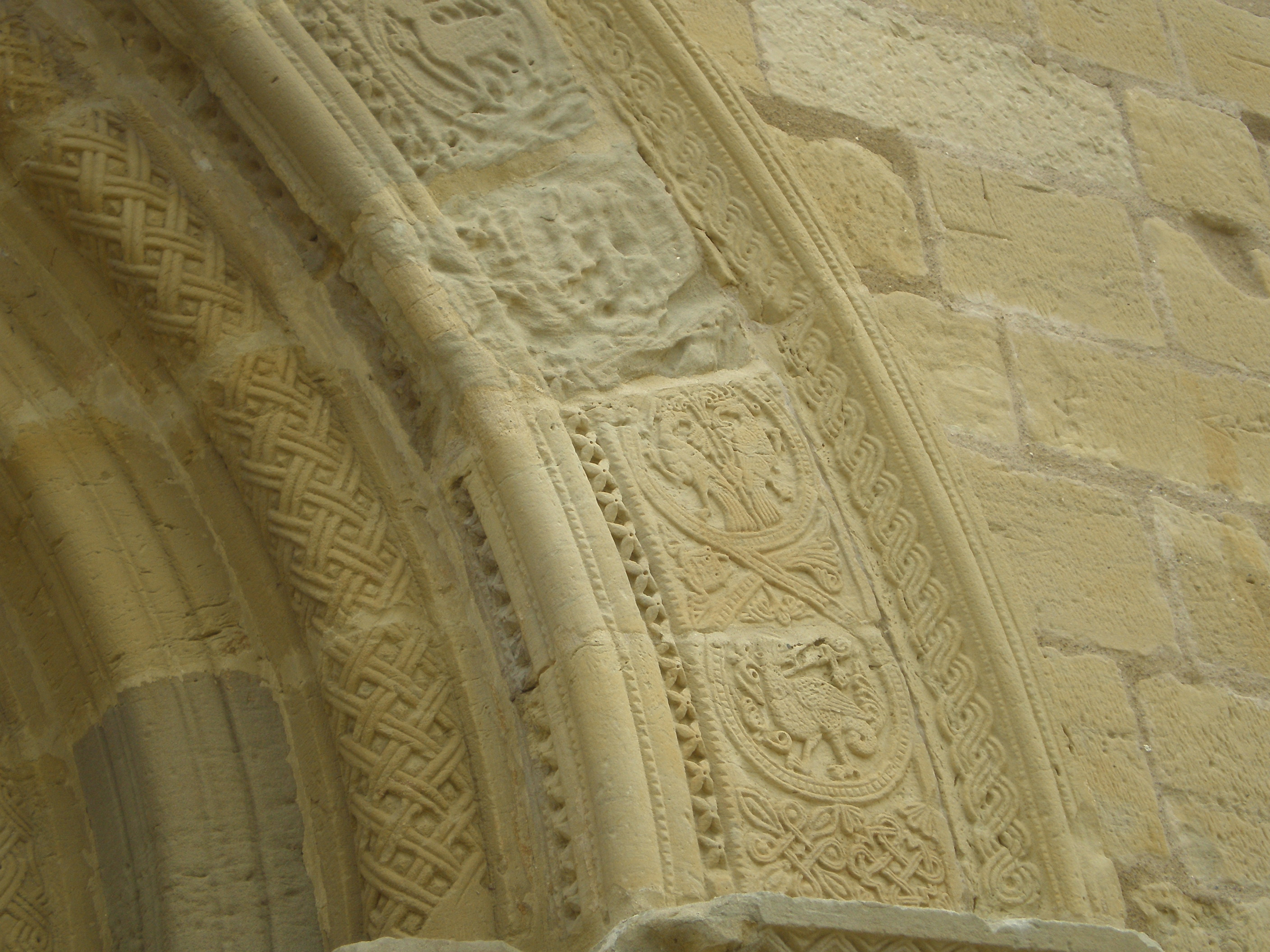
Extrem dret de l'arc exterior

L’arc exterior està conformat per vint-i-un roleus, perfilats per una cinta ondulant, que en els extrems crea la forma d’un 8. Per un error de càlcul en l’espai, els artistes es van veure obligats a afegir motius florals a la franja inferior dreta per completar el semicercle. Els roleus, inspirats en teixits orientals, mostren les següents imatges (d’esquerra a dreta):

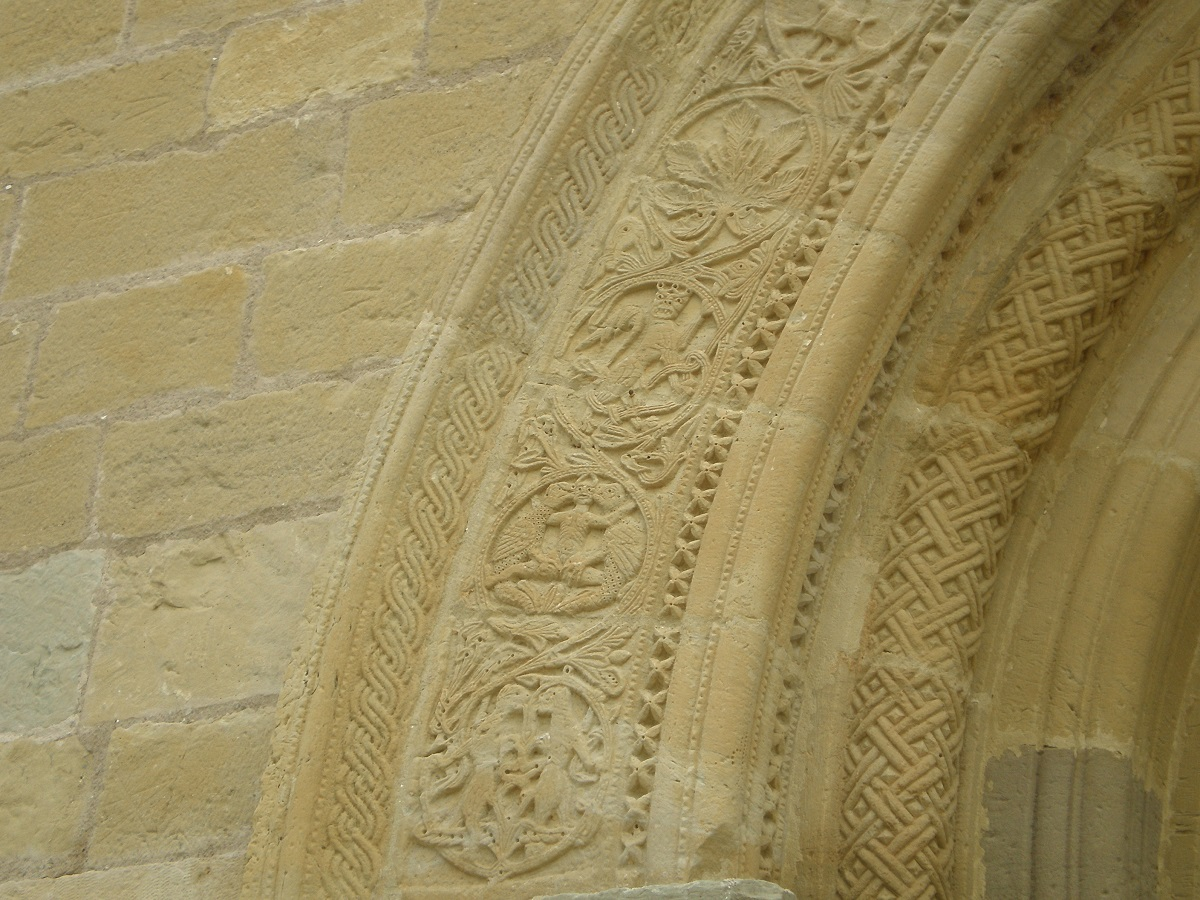
Franja esquerra de l'arc exterior

1. Dos felins rampants donant-se l’esquena
2. Home mossegat per dos monstres amb cos d’au i cua de rèptil
3. Lleó coronat i rampant
4. Fulla de figuera
5. Vell barbut en posició frontal, representació de Janus bifront
6. Flor formada per una composta i petites flors de llis radials
7. Adam i Eva menjant la fruita prohibida
8. Un felí clavant les seves urpes a un cérvol
9. Fulla de figuera
10. Arquer en actitud de disparar
11. Fulla de figuera
12. Aus entrellaçades, potser lluitant
13. Tema floral
14. Fulla de figuera
15. Lluita d’un home (Samsó) contra un felí
16. Dos animals rampants
17. Aus sobre l’arbre sagrat de la vida
18. Cérvol
19. Escena festiva amb una dona i dos homes
20. Arbre i dos paons
21. Paó amb cua de rèptil. Possible al·lusió a sigurd

L’arc queda emmarcat per dues sanefes: una superior, amb forma d’entrellaçat, que fa de guardapols, i sota les imatges, una línia amb puntes de diamant. 